# Streichergebnis
Als  Streichergebnis oder Streichresultat bezeichnet man ein in vielen Wettkampf-Sportarten nicht unter die Wertung fallendes Ergebnis. In manchen Sportarten, bei denen es mehrere Durchläufe gibt, besteht die Regelung, dass bei der Wertung für jeden Teilnehmer bzw. jede Mannschaft das schlechteste Einzelergebnis gestrichen wird.
Zweck des Abzugs von Streichergebnissen ist es, so genannte negative Ausreißer aus den Ergebnissen zu eliminieren. Gerade bei Sportarten, die eine hohe Varianz bezüglich der Leistung des einzelnen Sportlers aufweisen oder die deutlich durch äußere Umstände (z. B. Wind, Wetter) beeinflusst werden, ist es notwendig, Zufallseffekte zu reduzieren, um den besten Sportler zu ermitteln.
Wesentliches Instrument hierbei ist, nicht nur einen Wettbewerb, sondern mehrere Durchläufe durchzuführen. Gewertet wird dann entweder das beste Einzelergebnis oder der beste Durchschnitt unter Nichtberücksichtigung der Streichresultate.

## Sportarten mit Streichergebnissen
Teilweise sehen die Regeln bei bestimmten Sportarten Streichergebnisse nur bei Jugendlichenkonkurrenzen vor, oder es variieren die Anzahl der zu streichenden Resultate vom Jugend- zum Seniorenbereich. Sportarten, bei denen Streichergebnisse zum Wettkampf gehören, sind:
- Springreiten (bei vielen Nationenpreisen)
- Segelfliegen
- Bogenschießen
- Kartfahren und andere Motorsportarten wie Oldtimer-Rallys
- Golf für Mannschaften
- Turnierhundsport
- Biathlon (Weltcup)
- Inline-Speedskating
- Billard
- Segeln Meist ab vier Rennen, kann aber variieren
- bestimmte BMX-Sportarten, teilweise auch bei Bikercross
- Schach, beim FIDE Grand Prix

## Formel 1
In der Formel 1 gab es bis einschließlich 1990 sogenannte „Streichresultate“. Dabei wurde nur eine bestimmte Anzahl an Punkteresultaten zur Weltmeisterschaft gezählt, die über die Jahre mehrfach geändert wurde. So zählten
- 1950–1953 nur die besten vier Ergebnisse (aus 7–9 Rennen)
- 1954–1957, 1959, 1961–1962 sowie 1966 nur die besten fünf Ergebnisse (ebenfalls aus 7–9 Rennen)
- 1958, 1960 und 1963–1965 nur die besten sechs Ergebnisse (aus 10–11 Rennen)
- 1981–1990 nur die besten elf Ergebnisse (aus 15–16 Rennen)

In den Jahren 1967–1978 wurde die Saison jeweils in zwei Hälften geteilt, wovon wiederum je ein Ergebnis nicht gewertet wurde. 1979 zählten nur jeweils vier Resultate jeder Saisonhälfte (aus 15 Rennen) und 1980 jeweils fünf (aus 14 Rennen).
Durch diese Streichregel kam es vor, dass Fahrer in der Weltmeisterschaftsendwertung weniger Punkte zugeschrieben bekamen, als sie tatsächlich erzielt hatten. Dies betraf allerdings nur die wenigsten Piloten, da die Ausfallquote bis Ende der 1980er Jahre noch signifikant höher war als heute und somit kaum ein Fahrer mehr als zehn Punkteplatzierungen in einer Saison schaffte.
Besondere Bedeutung erlangte die Streichregel im Jahr 1988: Der Brasilianer Ayrton Senna gewann seine erste Weltmeisterschaft nach Abzug aller Streichresultate mit 90 zu 87 Punkten gegen den Franzosen Alain Prost. Tatsächlich aber hätte Prost unter Berücksichtigung aller Ergebnisse mit 105 zu 94 Punkten die Nase vorn gehabt.